# Солред Странд
Солред Странд (дан. Solrød Strand) је град у Данској, у источном делу државе. Град је у оквиру покрајине Сјеланд, где са околним насељима чини Општину Солред.

## Природни услови
Солред Странд се налази у источном делу Данске. Од главног града Копенхагена, град је удаљен 32 километра јужно.
Град Солред Странд је положен на у источном делу данског острва Сјеланд, на обали Балтика. Подручје око града је равничарско. Надморска висина града креће се од 0 до 5 метара.

## Историја
Подручје Солред Странда било је насељено још у доба праисторије, али насеље није имало већег значаја све до друге половине 20. века. Од тада се насеље брзо развија, као даље предграђе Копенхагена и насеље за одмор његовог становништва.
И поред петогодишње окупације Данске (1940-45.) од стране Трећег рајха Солред Странд и његово становништво нису много страдали.

## Становништво
Солред Странд је 2010. године имао око 15 хиљада у градским границама и око 21 хиљаду на нивоу општине.